# G-Unit West
G-Unit West — філія американського лейблу G-Unit Records репера 50 Cent, заснована для роботи з виконавцями із Західного узбережжя. Президент лейблу: Spider Loc. Невдовзі після створення відділення припинило свою діяльність. У 2007 Spider Loc заснував власний лейбл B.A.Y.M.A.A.C.

## Дискографія
Мікстейпи
- 2005: L.A. American Wasteland (G-Unit Radio West Volume 1) (Гости: DJ Whoo Kid, Ali G, Тоні Гоук)[2]
- 2006: Spider Loc — Bangadoshish (Гости: DJ Whoo Kid, 50 Cent)

## Ростер

### Колишні виконавці
- Spider Loc
- Cartoon
- Снупі Блу
- Ghetto Blacc
- Big Syke
- E-Ro
- Young Hootie